# Monument Bombardement Alexanderkazerne

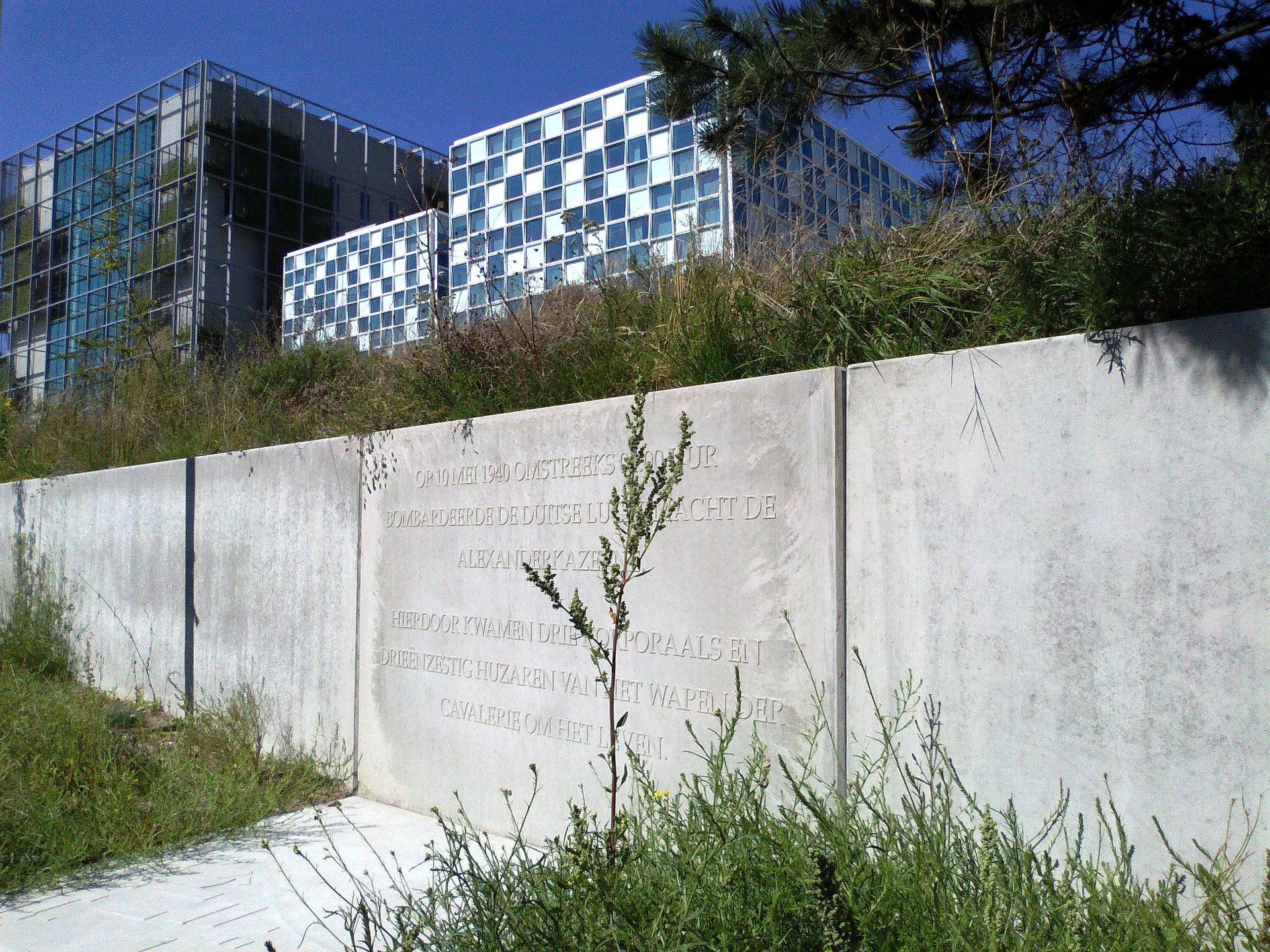
Monument Bombardement Alexanderkazerne, met op de achtergrond het Internationaal Strafhof

Het Monument Bombardement Alexanderkazerne is een oorlogsmonument langs de Oude Waalsdorperweg in Den Haag, dat de herinnering levend houdt aan 66 Nederlandse militairen die om het leven kwamen tijdens een Duits bombardement op 10 mei 1940 op de Alexanderkazerne. 

## Bombardement
Op 10 mei 1940 rond 04.00 uur in de ochtend, bombardeerde de Duitse luchtmacht de Haagse Alexanderkazerne tijdens de Slag om Den Haag. Als gevolg daarvan kwamen 66 huzaren van de Cavalerie om het leven. Naast de doden vielen er meer dan 150 gewonden. Velen van hun waren ernstig verminkt, leden aan brandwonden of verloren armen en/of benen. De soldaten waren vooral reservisten, gemobiliseerd in verband met de Duitse militaire dreiging. Ook meer dan 100 paarden van de Cavalerie werden gedood als gevolg van het bombardement. Vele paarden waren ernstig gewond geraakt en moesten worden afgemaakt door dierenartsen. Er werd later geschreven dat het geluid van hun urenlange geschreeuw van onder het puin, in hoge mate heeft bijgedragen aan de totale verschrikking van de overlevenden en de hulpverleners ter plaatse.

## Monument
Na de bevrijding werd in de kazerne een plaquette aangebracht om de slachtoffers te gedenken. Toen in 2009 door de gemeenteraad van Den Haag werd besloten dat de Alexanderkazerne zou worden afgebroken om plaats te maken voor nieuwbouw van het Internationaal Strafhof, zou daarmee ook de plek voor de herdenking van de gevallenen van 10 mei 1940 verdwijnen. Uit piëteit voor de gevallen militairen en hun nabestaanden, werd in overleg met de Cavalerie besloten tot het realiseren van een nieuwe plek waar de herdenking zou kunnen plaatsvinden. In de keermuur rond het terrein van het nieuwe gebouwencomplex werd, niet ver van de hoofdingang, aan de Oude Waalsdorperweg op een van de ongeveer anderhalve meter hoge betonnen segmenten een tekst in reliëf geplaatst. Deze tekst luidt: 

Op 10 mei 1940 omstreeks 04.00 uur 
bombardeerde de Duitse luchtmacht de 
Alexanderkazerne.

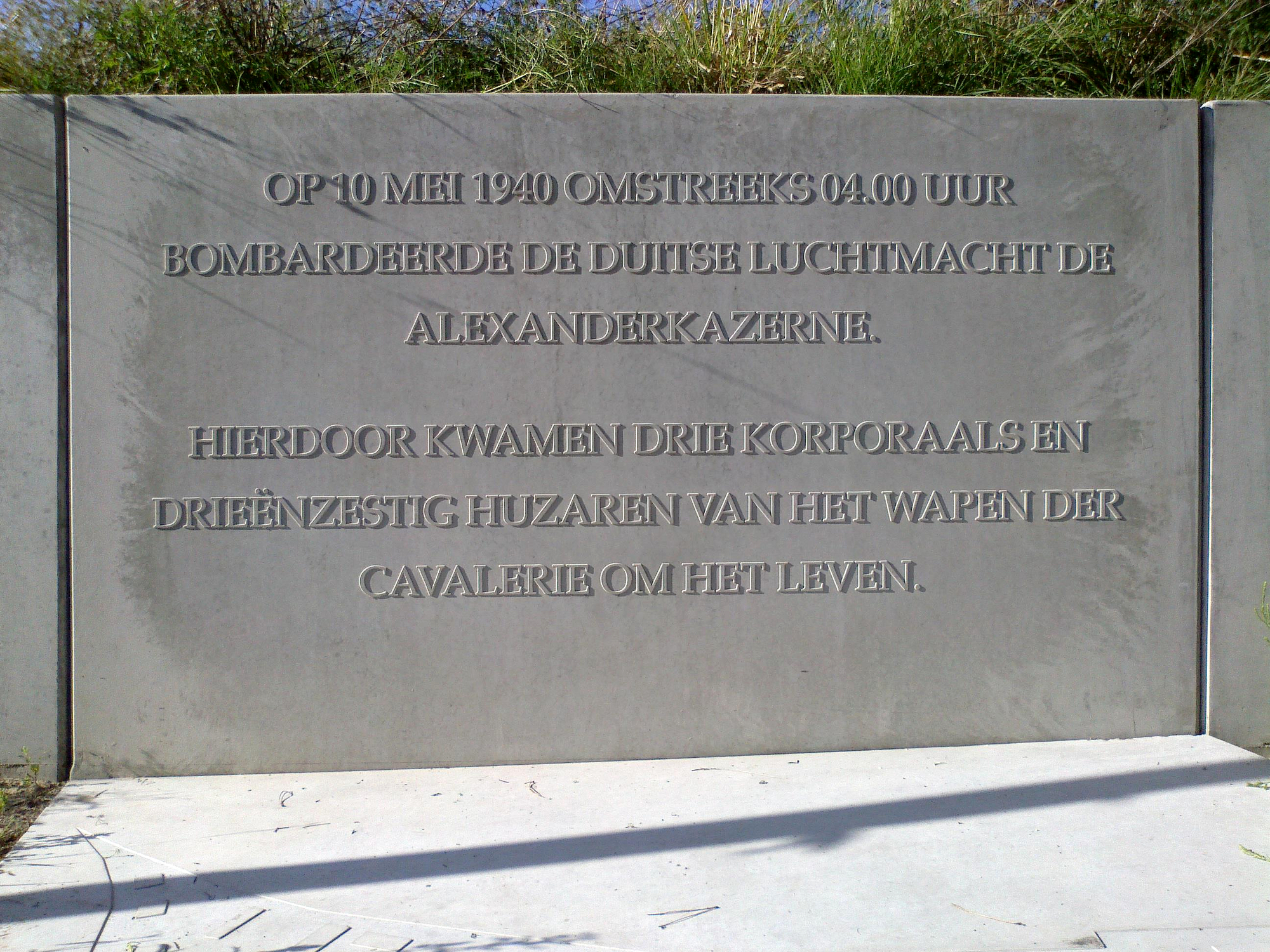
Aangezicht van het Monument Bombardement Alexanderkazerne

Hierdoor kwamen drie korporaals en 
drieënzestig huzaren van het Wapen der 
Cavalerie om het leven.

Op de grond vóór het reliëf ligt een steen waarop een plattegrond van de toenmalige kazerne staat afgebeeld, met daaronder de tekst: 

Alexanderkazerne 1938 - 2011

Het monument ligt direct aan de openbare weg.

## Onthulling
Op 4 mei 2016 werd tijdens de Nationale Dodenherdenking het monument onthuld door de Haagse burgemeester Jozias van Aartsen. Het monument is geadopteerd door het Vrijzinnig-Christelijk Lyceum in Den Haag, dat ook het Militaire Erehof op de Algemene Begraafplaats aan de Kerkhoflaan in Den Haag heeft geadopteerd, alwaar de omgekomen militairen begraven liggen.

## Roele
Een van de omgekomen huzaren op 10 mei 1940 was Cornelis Roele, geboren te Broek in Waterland. Hij is 36 jaar oud geworden. De Cornelis Roelestraat in Broek in Waterland is naar hem vernoemd.